# Francesco Melzi

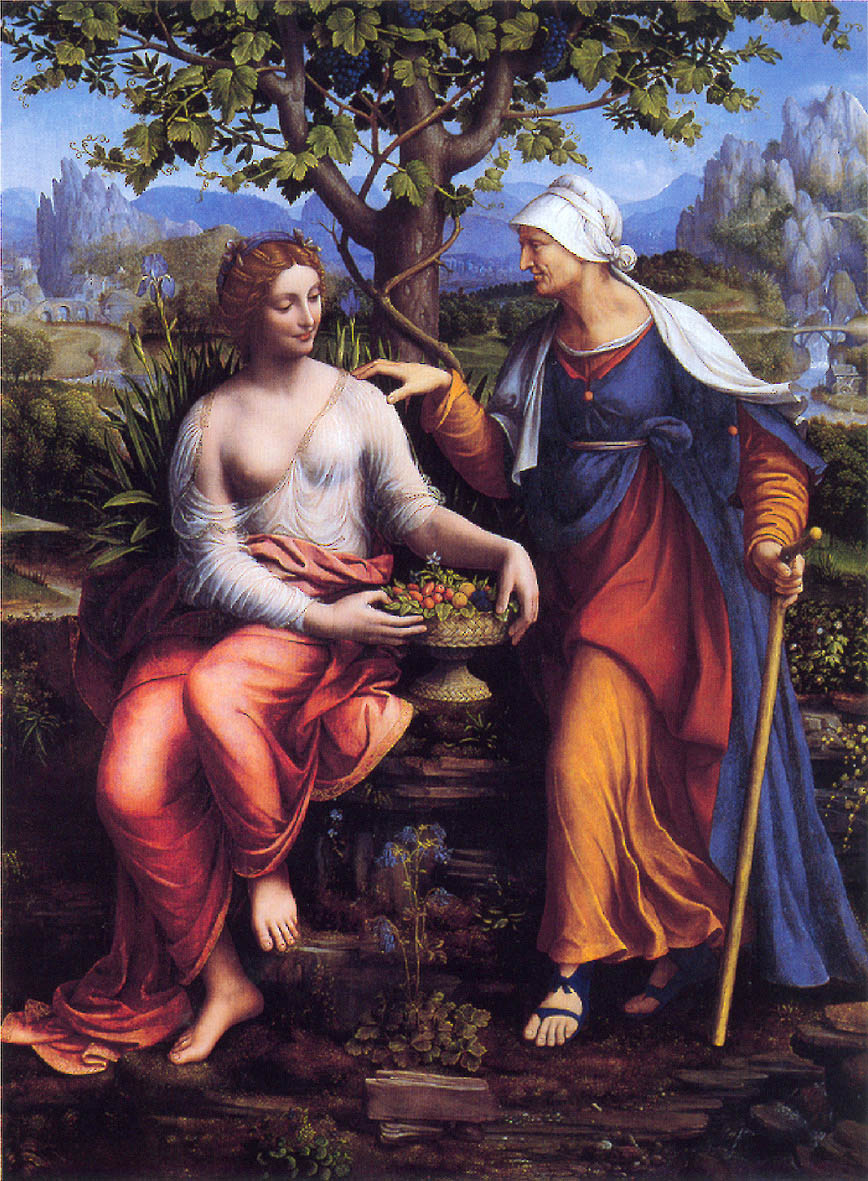
Vertumne i Pomone (1518/22) per Francesco Melzi

Francesco Melzi (? 1491 - 1570) va ser un pintor italià del Renaixement, alumne i company de Leonardo da Vinci.

## Biografia

### El deixeble de Leonardo da Vinci
Giovanni Francesco Melzi procedia d'una família de la noblesa milanesa. El seu pare era senador de Milà, i servia com a capità de l'exèrcit de Lluís XII de França. Entra al taller de Leonardo da Vinci cap al 1508 i l'acompanya quan és cridat a Roma per Julià de Mèdici. Leonardo anota al començament del diari F: «Me'n vaig de Milà per a Roma, el 24 de setembre amb Giovanni Francesco (Melzi), Salai, Lorenzo i Fanfoia.» 
Leonardo també va ser convidat a la ciutat familiar, la vil·la Melzi, a Vaprio d'Adda. Ho recull, fins i tot, en els treballs d'ampliació com ho mostren els croquis 225 r-a i 283 r-e del Còdex Atlantico, que data del 1513. 
Melzi segueix Salai, Leonardo i el seu servidor Battista da Villanis, a França el 1516. Se sap per un document conservat a l'arxiu nacional de França que va rebre del rei Francesc I de França una pensió de 800 ecus durant dos anys (1517 i 1518): «Als meus, Francisque de Melce, ytalien gentilhome que es porta amb l'anomenat senyor Lyenard, 800 ecus per a 2 anys.»
El 2 de maig del 1519, Leonardo mor al Clos Lucé. Pel testament del 23 d'abril del 1519, Melzi heretà una part dels seus béns.
Melzi escrigué als germanastres de Leonardo per comunicar-los la notícia.
Restà un temps a França, tal com consta en un document que indica que el 20 d'agost del 1519 era a Amboise pensionat pel rei. Torna a Itàlia, sens dubte, cap al 1520 o 1521.

### La tornada a Vaprio d'Adda
Melzi porta amb ell els manuscrits de Leonardo da Vinci, que conserva a la vil·la familiar, a Vaprio d'Adda. S'esforça, llavors, a treure d'aquests manuscrits el Tractat de la pintura (Trattato della Pittura) que Leonardo havia projectat d'escriure tota la seva vida. Per això, els marca amb sigles alfabètiques; anota amb un petit cercle cadascun dels passatges que li semblen susceptibles de figurar-hi; tanmateix, escriu «res sobre pintura» sobre les pàgines que jutja sense relació amb el seu projecte, i contracta dos escribes encarregats de copiar-los. Aquest treball, molt avançat, però inacabat entra a la Biblioteca dels ducs d'Urbino i després al Vaticà, quan aquest adquireix el ducat el 1626 (sota la referència Còdex Urbinas latinus 1270).

El 1523, Alberto Bendadeo escriu al duc d'Este que Melzi posseeix «alguns dels seus diaris que tracten d'anatomia i moltes altres boniques coses».
El 1566, Vasari troba Melzi: «Un bon nombre d'aquests fulls d'anatomia humana es troben a casa de Francesco Melzi, gentilhome milanès que, en temps de Leonardo era un bonic adolescent, molt estimat per l'amo, i avui un noble i maco ancià.».
Melzi mor el 1570, deixant un fill, Orazio, (qui dispersarà els manuscrits de Leonardo).

## Obres

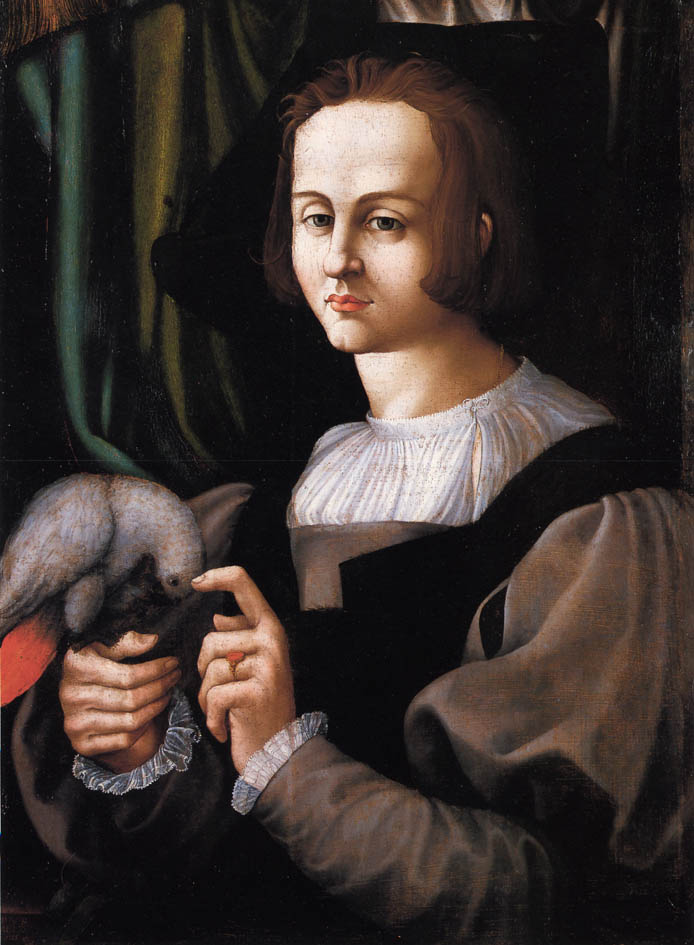
El jove amb el lloro, de Francesco Melzi

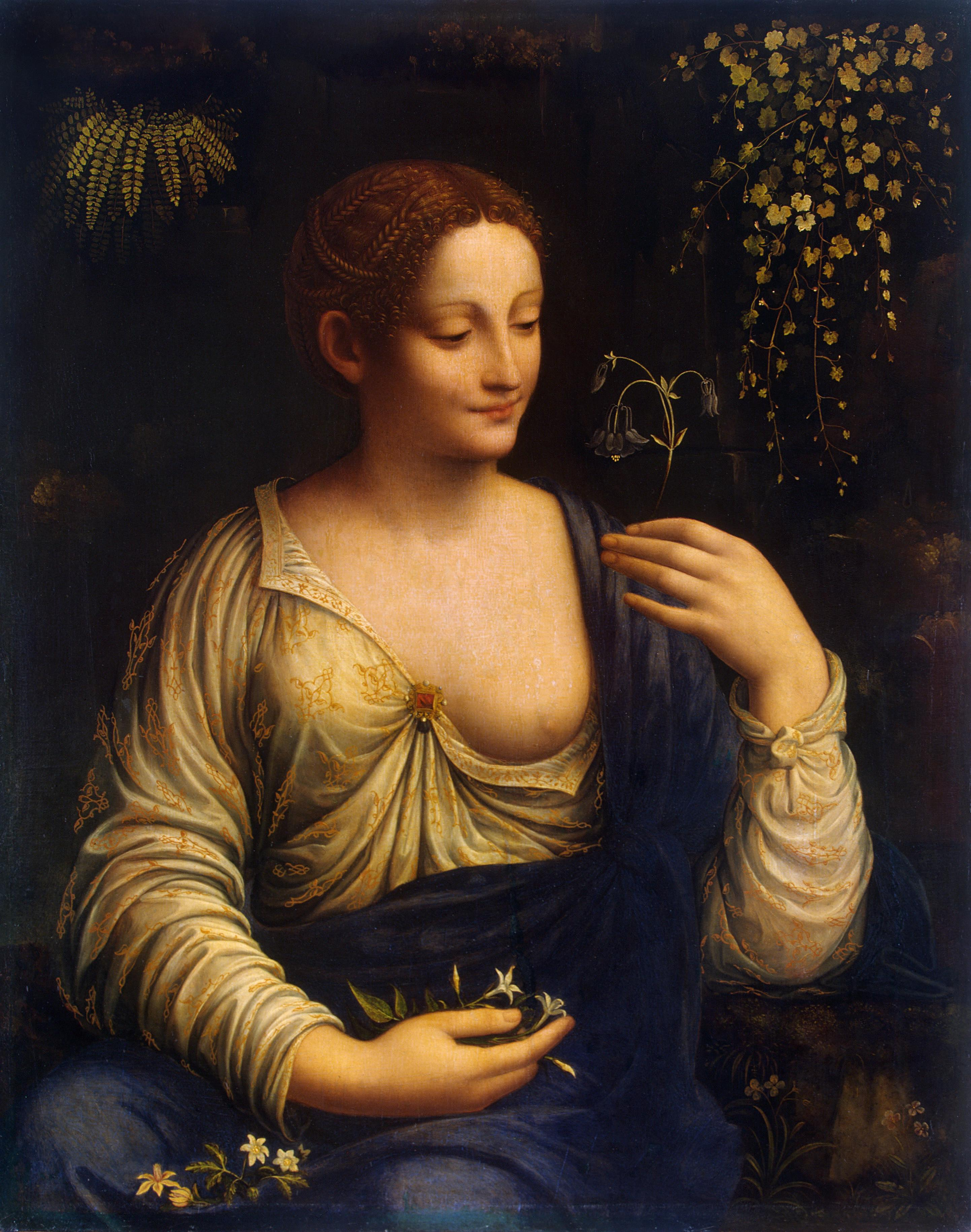
Flora, per Francesco Melzi

El corpus de les pintures de Melzi és particularment difícil de reconstituir, a falta de documentació. Des de les investigacions de Wilhelm Suida, es determina atribuir-li tres quadres, El jove amb el lloro de la col·lecció Gallarati Scotti, el Vertumne i Pomone del Staatliche Museum de Berlín, i Flora de l'Ermitage, a Sant Petersburg.

### El jove amb el lloro, col·lecció Gallarati Scotti
És l'únic quadre de Melzi que està signat i datat (1525).

### Vertumne i Pomone, Staatliche Museum de Berlín
Oli sobre taula, 185 x 134 cm.
Giovanni Paolo Lomazzo parla bé d'una Pomone pintada per Leonardo da Vinci, però en la seva descripció, «per a Leonardo, la riallera Pomone, del qual un costat està cobert per tres vels, cosa que és molt difícil en aquest art» (Di Leonardo è la ridente Pomona da una parte coperta da tre veli che è cosa difficilissima in quest' arte) no correspon al quadre de Berlín.
La representació de l'om i de la vinya per Melzi és fidel al mite, tal com ho escrigué Ovidi en les Metamorfoses. Pomone sedueix la nimfa solitària Vertumne, prenent els trets d'una vella dona, i se serveix d'un om en què posa els raïms de vinya «fent un clamorós adorn» per lloar-li les virtuts de l'amor.

### Flora, museu del Retir, Sant Petersburg
Taula transposada sobre tela, 76 x 53 cm .
Abraham Bosse cita una Flora atribuïda a Leonardo da Vinci entre les col·leccions de Maria de Mèdici. És, sens dubte, el mateix quadre que el de Sant Petersburg. Flora és la divinitat de les flors i de la primavera. El quadre també és anomenat Colombine a causa de la flor d'aquilègia (colombine significa 'aquilègia' en anglès), símbol de fertilitat que el personatge manté entre les seves mans.

### Dibuixos
L'únic dibuix autògraf de Melzi és una sanguina conservada a la Pinacoteca ambrosiana, signada i datada el 14 d'agost del 1510. Segons Martin Kemp i Michaël Kwakkelstein, Melzi va prendre com a model un bust avui perdut de Giovanni Francesco Rustici, un esbós de la Predicació de sant Joan-Baptista, realitzada per al Baptisteri de Florència (1509).